# Bright Eyes (Art Garfunkel-låt)
Bright Eyes är en sång skriven av Mike Batt, och framförd av Art Garfunkel. Den finns med på soundtracket till den animerade filmen Den långa flykten ("Watership Down") 1978, vars signaturmelodi den ofta anses vara. Låten finns även på Art Garfunkels fjärde studioalbum (i en annan version) som soloartist, Fate for Breakfast från 1979 (utom i USA) och på den amerikanska utgåvan av Garfunkels femte album Scissors Cut 1981.

## Bakgrund
Ursprungligen skrevs sången då Mike Batts far dog i cancer, men i filmen relaterar den till då Hazels kompis blir ihjälskjuten av en bonde, och flera år senare då Hazel (då Hazel-rah) slutligen dör.
Låten var framgångsrik i Storbritannien, och toppade den brittiska singellistan i sex veckor under 1979, och sålde över en miljon exemplar, vilket gjorde den till 1979 års bäst säljande singel i Storbritannien. Sämre gick det i USA, där den misslyckades att ta sig in på Billboard Hot 100.

## Listplaceringar
| Lista (1979-1980) | Topplacering |
| ----------------- | ------------ |
| Nederländerna     | 1            |
| Norge             | 3            |
| Nya Zeeland       | 2            |
| Schweiz           | 2            |
| Sverige           | 3            |
| Österrike         | 3            |

## Andra versioner
1979 spelade Siv-Inger Svensson in sången med text på svenska av Margot Borgström, som Varför, på albumet Liv och kärlek. Denna version testades på Svensktoppen, där den låg i 10 veckor under perioden 30 mars-1 juni 1980, och placerade sig som högst på fjärde plats.
Sången spelades 1980 in av Matthew Butler, då sex år gammal, som medverkat i den brittiska barn-TV-serien Tiswas, som ursprungligen sändes 1974-1982. Denna version producerades av Neil Innes och singeln nådde placeringen #121 på de brittiska listorna. Låten låg även på albumet Tiswas Presents the Four Bucketeers.
Popgruppen Brotherhood of Man spelade in låten till coveralbumet Sing 20 Number One Hits 1980.
En elektrisk soloversion live av James Dean Bradfield från Manic Street Preachers, spelades 1994 på originaluppsättningens sista konsert, och släpptes 1996 som B-sida på kassettsingel. Denna version är också tillgänglig på samlingen Lipstick Traces. Deras första manager, Philip Hall, hade dött i cancer tidigare under 1994.
Svenska sångerskan Pandora spelade 1998 in sången på albumet "This Could Be Heaven", och släppte den också på singel.
Låten spelades år 2000 in som cover av Stephen Gately och användes även som signaturmelodi för den animerade TV-serien Den långa flykten ("Watership Down"). Den släpptes som dubbel A-sida med "New Beginning" då låtskrivaren Mike Batt skrev ny filmmusik. Den nya coverversionen nominerades till Gemini Award, för bästa ursprungliga filmmusik .
Den svenske saxofonisten Johan Stengård spelade 2003 in en instrumentalversion av låten på albumet On My Mind.
2005 spelades låten in av Joseph McManners, vars version debuterade på första plats på Asiens spellistor, med James Blunt och Prince hack i häl .
Låten gavs ut 2006 även på Declan Galbraiths album Thank You från 2006.
Hayley Westenra spelade in låten på sitt självbetitlade album 2001.
Tommy Steele spelade in en version av låten för sitt album Family Album och Elaine Paige spelade 1984 in låten på sitt album Cinema.
Manchesterbandet Puressence spelade en cover på låten i BBC Radio 2 lördagen den 29 september 2007. Denna version fick bra kritik och det har kommit på begäran att den ges ut som B-sida.

## Populärkultur
I avsnittet "Bad Boy Rock" av TV-serien The Basil Brush Show från 2002 "Bad Boy Rock" Basil, Stephen and Dave perform Bright Eyes in rock music.
Under Wallace & Gromit: Varulvskaninens förbannelse (Wallace & Gromit: The Curse of the Were-Rabbit), spelas låten i radio, innan Gromit stänger av eftersom låten används till filmen Den långa flykten (Watership Down), som innehöll "våldsamma kaniner". 

### Fotnoter
1. ↑  Listplacering (läst 5 april 2011)
2. ↑  Listplacering (läst 5 april 2011)
3. ↑  ”Listplacering (läst 5 april 2011)”. Arkiverad från originalet den 22 mars 2015. https://web.archive.org/web/20150322202112/http://charts.org.nz/showitem.asp?interpret=Art+Garfunkel&titel=Bright+Eyes&cat=s. Läst 5 april 2011.
4. ↑  Listplacering (läst 5 april 2011)
5. ↑  Listplacering (läst 5 april 2011)
6. ↑  Listplacering (läst 5 april 2011)
7. ↑  Information i Svensk mediedatabas.
8. ↑  Svensktoppen - 1980
9. ↑  ”Pandora - Bright Eyes (CD) at Discogs”. Discogs.com. 21 mars 1998. http://www.discogs.com/Pandora-Bright-Eyes/release/2435193.
10. ↑  Official News Updates Arkiverad 5 augusti 2018 hämtat från the Wayback Machine. at www.joemcmanners.com (läst 17 maj 2008)